# Сан-Паоло-Бель-Сіто
Сан-Паоло-Бель-Сіто (італ. San Paolo Bel Sito) — муніципалітет в Італії, у регіоні Кампанія,  метрополійне місто Неаполь.
Сан-Паоло-Бель-Сіто розташований на відстані близько 210 км на південний схід від Рима, 27 км на схід від Неаполя.
Населення — 3535 осіб (2014).
Щорічний фестиваль відбувається 20 січня. Покровитель — San Sebastiano.

## Демографія
Населення за роками:

Станом на 1 січня 2023 року в муніципалітеті офіційно проживали 73 іноземці з 14 країн, серед них 30 громадян країн Євросоюзу та 16 громадян України.

## Сусідні муніципалітети
- Лівері
- Нола